# البحث عبر الثقافات (مجلة)
مجلة البحث عبر الثقافات (بالإنجليزية: Cross-Cultural Research)‏ هي مجلة أكاديمية مُحكمة، تنشر أبحاثًا في مجال العلوم الاجتماعية. رئيسة تحريرها هي كارول آر إمبر [الإنجليزية]، ورئيسة منظمة ملفات منطقة العلاقات الإنسانية [الإنجليزية]
صدر العدد الأول من المجلة عام 1966 وتنشر حاليًا بواسطة منشورات سيج [الإنجليزية]نيابة عن جمعية البحث عبر الثقافات [الإنجليزية].

## نطاق المجلة
تنشر مجلة البحث عبر الثقافات مقالات تصف الدراسات عبر الثقافات والدراسات المقارنة في جميع العلوم الإنسانية، وتغطي مواضيع مثل المجتمعات والأمم والثقافات، وتركز على الاختبار المنهجي للنظريات حول المجتمعات والسلوك البشري.

## المستخلصات والفهرسة
يتم تلخيص البحث عبر الثقافات وفهرسته في، من بين قواعد بيانات أخرى: سكوبس، وتقارير استشهاد الدوريات العلمية [الإنجليزية]. وفقًا لتقارير الاستشهاد بالمجلات الأكاديمية، فإن عامل التأثير لعام 2017 هو 0.975، م
مّا يجعلها 56 من أصل 98 مجلة في فئة "العلوم الاجتماعية، متعددة التخصصات".

## روابط خارجية
- الموقع الرسمي